# Poljski zlot
Zlot (polj. Złoty; ISO 4217: PLN) je službeno sredstvo plaćanja u Poljskoj. Označava se simbolom zł, a dijeli se na 100 groša.

Novi zlot je uveden 1995. godine, kada je zamijenio stari poljski zlot, i to u omjeru 1 novi zlot (PLN) za 10.000 starih zlota (PLZ).

U optjecaju su kovanice od 1, 2, 5, 10, 20, 50 groša, te 1, 2, 5 zł, i novčanice od 10, 20, 50, 100, 200, 500 zł.

## Vanjske poveznice
| Yahoo! Finance: | AUD CAD CHF EUR GBP HKD JPY USD |
| XE.com:         | AUD CAD CHF EUR GBP HKD JPY USD |